# Фаулер, Уильям Алфред
Уи́льям А́лфред Фа́улер (англ. William Alfred Fowler; 9 августа 1911, Питтсбург, Пенсильвания, США — 14 марта 1995, Пасадина, Калифорния, США) — американский физик и астрофизик. Лауреат Нобелевской премии по физике 1983 года — «за теоретическое и экспериментальное исследование ядерных реакций, имеющих важное значение для образования химических элементов Вселенной». 
Профессор Калифорнийского технологического института, член Национальной академии наук США (1956) и Американского философского общества, удостоен Национальной научной медали (1974) и других высокопрестижных и международных наград.

## Биография
Окончив Университет штата Огайо (бакалавр, 1933) продолжил обучение в Калифорнийском технологическом институте, где в 1936 году получил степень доктора философии, там же с 1939 года ассистент-профессор и с 1946 года полный профессор.
В 1957 году вышла статья Хойла, Фаулера, Джефри Бербиджа и Маргерит Бербидж B²FH, посвященная  звёздному нуклеосинтезу.
В 1983 году Фаулер получает Нобелевскую премию по физике (поделив её с Субраманьяном Чандрасекаром) за свои теоретические и экспериментальные исследования ядерных реакций, лежащих в основе формирования химических элементов во Вселенной.
Подписал «Предупреждение учёных человечеству» (1992).
Действительный член Американского физического общества с 1946 года и его президент в 1976 году.
Член НАН США (1956) и Американского философского общества (1962), а также Американской академии искусств и наук (1965).
В 2007 году в его честь назван астероид (12167) Williefowler.

## Награды
- Стипендия Гуггенхайма (1954, 1961)[9]
- Премия памяти Рихтмайера Американской ассоциации учителей физики (1961)
- Премия Генри Норриса Рассела, наиболее почётная награда Американского астрономического общества (1963)
- Медаль Барнарда Колумбийского университета (1965)
- Премия Т. Боннера Американского физического общества (1970)[10]
- Премия Ветлесена (1973)
- Национальная научная медаль (1974)
- Медаль Эддингтона Королевского астрономического общества (1978)
- Медаль Кэтрин Брюс Тихоокеанского астрономического общества (1979)
- Нобелевская премия по физике (1983)
- Лекция Карла Янского Национальной радиоастрономической обсерватории (1988)
- Орден Почётного легиона, Франция (1989)